# Schlankenbächle
Das Schlankenbächle ist ein 3,4 km langer, linker bzw. nordöstlicher Nebenfluss des Kirbachs im Landkreis Ludwigsburg, Baden-Württemberg.

## Geographie

### Verlauf
Der Bach entspringt etwa 1,3 km südöstlich von Freudental auf dem Gebiet der Gemeinde Löchgau. Die Stationierungslinie beginnt auf einer Höhe von 265 m ü. NHN. In der Topografischen Karte 1:25.000 ist jedoch noch ein etwa 500 m langer Oberlauf eingezeichnet. Dieser hat seinen Ursprung etwa 360 m nordwestlich auf 266 m ü. NHN. Von hier aus fließt der Bach zunächst für etwa 400 m in südöstliche Richtung, knickt dann aber an einer Weggabelung nach Westen ab. Nach weiteren 500 m Fließstrecke erreicht der Bach die Gemeindegrenze zwischen Sachsenheim und Löchgau. Sich in einem weiten Bogen mit einer Fließstrecke von etwa 1250 m nach Süden wendend, durchfließt der Bach im Großholz zwei Weiher. Anschließend wendet sich der Bach wieder nach Südwesten. Nördlich von Langmantel durchfließt der Bach vier größere Teiche, bevor er kurz vor der Mündung nach Südosten abknickt, um nach weiteren 200 m Wegstrecke linksseitig auf 212 m ü. NHN in den Kirbach zu münden. Die Mündung liegt etwa 1,5 km nordwestlich von Kleinsachsenheim entfernt. Bei einem Höhenunterschied von 53 m beträgt das mittlere Sohlgefälle 15,6 ‰.

### Einzugsgebiet
Das Schlankenbächle besitzt ein 3,844 km² großes Einzugsgebiet. Dieses grenzt im Nordosten an das des Steinbachs und im Osten an das des Altenbachs. Die Gebiete südlich und westlich des Einzugsgebietes werden in der Gewässerbewirtschaftung dem Kirbach zugeordnet. Entwässert wird das Einzugsgebiet über Kirbach, Metter, Enz, Neckar und Rhein zur Nordsee.

## Naturschutz
Das Schlankenbächle fließt auf seiner gesamten Länge im Naturpark Stromberg-Heuchelberg und dem Landschaftsschutzgebiet Ausläufer des Stromberges um Bönnigheim, Erligheim, Freudental, Löchgau und Kleinsachsenheim. Im Mittellauf durchquert der Bach das flächenhafte Naturdenkmal Feuchtgebiet Großer See/Viehstelle.